# (229) Adelinda
(229) Adelinda ist ein Asteroid jenseits des äußeren Hauptgürtels, der am 19. August 1882 vom österreichischen Astronomen Johann Palisa an der Universitätssternwarte Wien entdeckt wurde.
Der Asteroid wurde benannt zu Ehren der Ehefrau von Edmund Weiss, dem Direktor der Wiener Sternwarte. Die Benennung erfolgte auf der Wiener Tagung der Astronomischen Gesellschaft im September 1883 durch die Teilnehmer.
(229) Adelinda wird zwar zu den Hauptgürtelasteroiden gezählt, bewegt sich aber außerhalb der Hecuba-Lücke und ist damit ein Mitglied der Cybele-Gruppe.

## Wissenschaftliche Auswertung
Aus Ergebnissen der IRAS Minor Planet Survey (IMPS) wurden 1992 Angaben zu Durchmesser und Albedo für zahlreiche Asteroiden abgeleitet, darunter auch (229) Adelinda, für die damals Werte von 93,2 km bzw. 0,05 erhalten wurden. Eine Auswertung von Beobachtungen durch das Projekt NEOWISE im nahen Infrarot führte 2011 zu vorläufigen Werten für den Durchmesser und die Albedo im sichtbaren Bereich von 106,6 km bzw. 0,03. Nach neuen Messungen mit NEOWISE wurden die Werte 2014 auf 105,9 km bzw. 0,04 korrigiert. Nach der Reaktivierung von NEOWISE im Jahr 2013 und Registrierung neuer Daten wurden die Werte 2015 zunächst mit 95,2 km bzw. 0,05 angegeben und dann 2016 korrigiert zu 79,0 km bzw. 0,06, diese Angaben beinhalten aber alle hohe Unsicherheiten.
Eine spektroskopische Untersuchung von 820 Asteroiden zwischen November 1996 und September 2001 am La-Silla-Observatorium in Chile ergab für (229) Adelinda eine taxonomische Klassifizierung als C- bzw. Cb-Typ.
Photometrische Messungen des Asteroiden fanden erstmals statt in den drei Zeiträumen vom 12. bis 17. Oktober 1997, vom 18. bis 21. Februar 1998 sowie vom 27. bis 30. Januar 1999 am Calar-Alto-Observatorium in Spanien. Die gemessenen Lichtkurven wurden zu einer Rotationsperiode von 6,60 h ausgewertet. Weitere Beobachtungen am 3. und 4. Juni 2008 am Kitt-Peak-Nationalobservatorium in Arizona konnten nicht zu einer Periode ausgewertet werden.
Aus archivierten Daten des Asteroid Terrestrial-impact Last Alert System (ATLAS) aus dem Zeitraum 2015 bis 2018 wurde dann in einer Untersuchung von 2020 mit der Methode der konvexen Inversion eine nahe zur Ebene der Ekliptik liegende Rotationsachse sowie eine Rotationsperiode von 6,5993 h bestimmt. Aus den Daten von ATLAS konnte in einer Untersuchung von 2022 mit der Methode der konvexen Inversion noch einmal eine Rotationsperiode von 6,5993 h berechnet werden.